# 젠 디지털
젠 디지털 주식회사(Gen Digital Inc., 이전 사명: 시만텍 코퍼레이션, Symantec Corporation 및 노턴라이프록 주식회사, NortonLifeLock Inc.)는 프라하 (체코, 유럽 연합)와 템피 (애리조나주, 미국)에 공동 본사를 둔 다국적 소프트웨어 회사이다. 이 회사는 사이버 보안 소프트웨어, 핀테크, 및 서비스를 제공한다. 젠은 포춘 500 기업이자 S&P 500 주가지수 구성원이다. 나스닥과 프라하 증권거래소 모두에 상장되어 있다. 포트폴리오에는 노턴, 어베스트, 라이프록, 아비라, AVG, ReputationDefender, MoneyLion 및 CCleaner가 포함된다.
2014년 10월 9일, 시만텍은 2015년 말까지 두 개의 독립적인 상장 회사로 분할할 것이라고 발표했다. 한 회사는 보안에 중점을 두고, 다른 회사는 정보 관리에 중점을 둘 것이었다. 2016년 1월 29일, 시만텍은 2004년에 인수했던 정보 관리 자회사인 베리타스를 칼라일 그룹에 매각했다. 2019년 8월 8일, 브로드컴은 시만텍의 엔터프라이즈 보안 소프트웨어 사업부를 107억 달러에 인수할 것이라고 발표했다. 인수 후 시만텍은 노턴라이프록으로 알려지게 되었다. 2022년 9월 어베스트와의 합병을 완료한 후, 회사는 젠 디지털이라는 이름을 채택했다.

## 역사

### 1982 ~ 1989
1982년 게리 헨드릭스가 미국 국립과학재단 보조금으로 설립한 시만텍은 원래 데이터베이스 프로그램을 포함한 인공지능 관련 프로젝트에 중점을 두었다. 헨드릭스는 회사의 첫 직원으로 여러 스탠퍼드 대학교 자연어 처리 연구원들을 고용했다.
1984년, 시만텍이 개발한 고급 자연어 및 데이터베이스 시스템을 DEC 미니컴퓨터에서 PC로 포팅할 수 없다는 것이 분명해졌다. 이로 인해 시만텍은 제품은 없지만 자연어 데이터베이스 쿼리 시스템 및 기술에 대한 전문 지식은 남게 되었다. 그 결과, 1984년 후반에 시만텍은 데니스 콜먼과 고든 유뱅크스가 설립하고 유뱅크스가 이끄는 더 작은 소프트웨어 스타트업 회사인 C&E 소프트웨어에 인수되었다. C&E 소프트웨어는 Q&A라는 파일 관리 및 워드 프로세싱 통합 프로그램을 개발했다.
합병된 회사는 시만텍이라는 이름을 유지했다. 유뱅크스는 회장직을 맡았고, 원래 시만텍의 전 사장이었던 번 라번은 통합 회사의 사장으로 남았다. 새로운 시만텍은 C&E가 계획했던 파일 관리 및 워드 프로세싱 기능을 통합하고, 게리 헨드릭스가 설계하고 댄 고든이 엔지니어링한 고급 자연어 쿼리 시스템을 추가하여 데이터베이스 쿼리 및 보고서 생성의 용이성에 대한 새로운 표준을 설정했다. 자연어 시스템은 "지능형 비서(The Intelligent Assistant)"라고 명명되었다. 터너는 시만텍의 주력 제품으로 Q&A라는 이름을 선택했는데, 이는 이름이 짧고 쉽게 상품화할 수 있는 로고로 사용하기에 적합했기 때문이었다. 제품 관리 이사인 브렛 월터가 사용자 인터페이스를 설계한 Q&A는 1985년 11월에 출시되었다.
1986년, 번 라번과 고든 유뱅크스는 역할을 교환하여 유뱅크스가 시만텍의 CEO 겸 사장이 되었고, 라번은 회장이 되었다. 이 변화 이후 라번은 시만텍에 거의 관여하지 않았고, 몇 년 후 유뱅크스는 다른 역할에 회장직을 추가했다. 1985년 가을과 1986년 봄에 Q&A 판매가 부진한 시작을 보인 후, 시만텍 선임 임원인 로드 터너는 Elliott/Dickens라는 새로운 광고 대행사와 계약을 맺고, 적극적인 새로운 광고 캠페인을 시작했으며, 모든 시만텍 직원이 역할에 관계없이 미국 전역에서 교육 및 판매를 위해 도로에 나서는 "식스 팩 프로그램"을 고안했다. 터너는 직원들이 주 6일 근무하고, 하루 6개의 대리점을 방문하며, 매장당 6명의 판매 담당자를 교육하고, 친구들과 무료로 또는 모텔 6에서 숙박해야 했기 때문에 식스 팩이라고 이름 붙였다. 동시에 SofSell(Q&A가 시장에 출시된 첫 해 동안 미국의 시만텍 독점 도매 유통업체였던)과 공동으로 프로모션을 진행했다. 이 프로모션은 딜러들이 Q&A를 시도하도록 장려하는 데 매우 성공적이었다.
이 기간 동안 시만텍은 이사회 멤버인 짐 랠리와 존 도어로부터 비용을 절감하고 수익을 충분히 늘려 현금 흐름 손익분기점을 달성하면 클라이너 퍼킨스 코필드 앤 바이어스가 추가 벤처 캐피털을 유치하는 데 회사를 지원할 것이라는 조언을 받았다. 이를 달성하기 위해 경영진은 회장과 CEO는 무급으로, 모든 부사장은 50% 감봉, 다른 모든 직원의 급여는 15% 삭감하는 급여 삭감 일정을 마련했다. 두 명의 직원이 해고되었다. 유뱅크스는 또한 원래 시만텍 시절에 회사가 임대한 사무실 공간의 상당한 임대료 감면을 협상했다. 이러한 비용 절감은 Q&A의 강력한 국제 판매와 결합하여 회사가 손익분기점을 달성할 수 있도록 했다.
이 재출시로 Q&A에 대한 관심이 크게 증가하면서 시만텍의 수익이 실질적으로 성장했으며, 터너가 초기 배송부터 국제 판매 유통 및 Q&A의 다국어 버전을 확립하는 데 중점을 둔 결과 국제 시장에서 Q&A가 초기 성공을 거두었다(독일어 버전은 미국어 버전 출시 3주 후 독특하게 출시되었으며, 세계 최초로 독일어 자연어를 지원하는 소프트웨어였다).
1985년 로드 터너는 시만텍의 두 번째 제품인 NoteIt(로터스 1-2-3용 주석 유틸리티)에 대해 데이비드 휘트니와 출판 계약을 협상했다. 터너는 NoteIt이 시만텍이라는 이름으로 출시되면 딜러 채널에 혼란을 줄 것이라는 점을 분명히 알았다. 시만텍은 이미 Q&A에 대한 관심을 쌓아놓았지만(아직 출시하지는 않았음), 유틸리티의 낮은 가격은 수요가 형성될 때까지 딜러 채널에 처음에는 매력적이지 않을 것이기 때문이었다. 터너는 제품을 독특한 브랜드 이름으로 마케팅해야 한다고 생각했다.
터너와 고든 E. 유뱅크스 주니어, 당시 시만텍 코퍼레이션 회장은 시만텍의 새로운 부서를 설립하기로 합의했고, 유뱅크스는 터너에게 이름 선택을 위임했다. 터너는 자신의 성과 도티 홀(마케팅 커뮤니케이션 이사)의 성을 사용하여 안정적이고 오래된 회사의 느낌을 전달하기 위해 터너 홀 퍼블리싱이라는 이름을 선택했으며, 이는 시만텍의 새로운 부서로서 타사 소프트웨어 및 하드웨어 출판에 전념하게 될 것이었다. 이 부서의 목표는 수익을 다변화하고 시만텍의 성장을 가속화하는 것이었다. 터너 홀 퍼블리싱의 첫 번째 제품은 데이비드 휘트니가 개발하고 시만텍에 라이선스한 로터스 1-2-3용 주석 유틸리티 추가 기능인 Note-It이었다. 두 번째 제품은 Q&A라는 시만텍의 주력 제품에 사용할 수 있는 메모리를 저렴하게 늘리기 위해 처음 만들어진 256k RAM, 하프 슬롯 메모리 카드인 터너 홀 카드였다. 터너 홀 사업부는 이 카드를 독립형 제품으로도 판매했다. 터너 홀의 세 번째 제품이자 1-2-3 추가 기능은 크리스 그레이엄 Synex Systems가 개발한 로터스 1-2-3 스프레드시트 압축 유틸리티인 SQZ!였다. 1986년 여름, 유뱅크스와 터너는 디지털 리서치에서 톰 바이어스를 영입하여 터너 홀 퍼블리싱 제품군을 확장하고 터너 홀의 노력을 이끌도록 했다.
1986년 말에서 1987년 초까지 터너 홀 퍼블리싱 사업부는 NoteIt, 터너 홀 카드 및 SQZ!로 성공을 거두었다. 이 제품들의 인기는 시만텍 매출에 상대적으로 작은 부분을 차지했지만, 시만텍이 이미 다각화된 회사라는 인상을 주었고, 실제로 많은 업계 관계자들은 시만텍이 터너 홀 퍼블리싱을 인수했다고 생각했다. 1987년 바이어스는 테드 슐라인을 터너 홀 제품 그룹에 영입하여 제품군 구축 및 마케팅을 지원했다.
Q&A의 수익과 시만텍의 국제 시장 초기 진출, 터너 홀 퍼블리싱의 결합은 시만텍이 1987년 2월 브레이크스루 소프트웨어를 인수/합병할 수 있는 시장 존재감과 규모를 창출했다. 브레이크스루 소프트웨어는 도스용 타임라인 프로젝트 관리 소프트웨어의 개발사였다. 시만텍이 수익, 재고, 고객을 가진 사업체를 인수한 것은 이번이 처음이었기 때문에 유뱅크스는 6개월 동안 브레이크스루 소프트웨어에서 아무것도 바꾸지 않기로 결정했으며, 실제 합병 절차는 1987년 여름에 시작되었다. 터너는 유뱅크스에 의해 타임라인 사업부의 총괄 관리자로 임명되었으며, 회사를 시만텍에 성공적으로 통합하고 사업을 지속적으로 성장시키는 책임을 맡았고 손익 책임도 함께 했다. 유뱅크스와 터너는 최소한의 혼란을 야기하는 데 크게 중점을 두었다.
타임라인/브레이크스루 소프트웨어 인수 직후, 유뱅크스는 시만텍을 재편하여 개발, 품질 보증, 기술 지원 및 제품 마케팅 기능을 갖춘 제품 중심 그룹과 손익 책임을 지는 총괄 관리자를 중심으로 회사를 구성했다. 판매, 재무 및 운영은 공유되는 중앙 집중식 기능이었다. 이러한 구조는 시만텍의 추가적인 합병 및 인수를 통한 성장에 잘 부합했다. 유뱅크스는 터너를 새로운 타임라인 제품 그룹 및 동시에 Q&A 제품 그룹의 총괄 관리자로 임명했으며, 톰 바이어스를 터너 홀 제품 그룹의 총괄 관리자로 임명했다. 터너는 계속해서 회사의 국제 사업 및 전체 회사의 마케팅을 구축하고 이끌었다.
타임라인 제품 그룹에서 터너는 강력한 마케팅, 프로모션 및 판매 프로그램을 추진하여 모멘텀을 가속화했다. 1989년까지 이 합병은 매우 성공적이었다. 제품 그룹의 사기는 높았고, 타임라인 개발은 빠르게 진행되었으며, 적용된 판매 및 마케팅 노력의 증가는 타임라인을 도스 기반 PC 프로젝트 관리 소프트웨어 시장의 확실한 선두 주자로 만들었다. Q&A와 타임라인 제품 그룹 모두 건강하게 수익을 내고 있었다. 이러한 수익 흐름과 합병 성공은 회사의 후속 합병 및 인수 활동의 기반을 마련했으며, 실제로 나중에 인수된 일부 제품 그룹의 손실을 충당했다. 1989년 유뱅크스는 존 레잉을 전 세계 판매 담당 부사장으로 고용했으며, 터너는 국제 사업부를 레잉에게 이관했다. 유뱅크스는 또한 다가오는 IPO에 대비하여 밥 다이크스를 운영 및 재무 담당 수석 부사장으로 영입했다. 1989년 6월 23일, 시만텍은 "SYMC"라는 이름으로 나스닥에 상장하여 IPO를 성공적으로 마쳤다.

### 1990 ~ 1999
1990년 5월, 시만텍은 피터 노턴 컴퓨팅과의 합병 및 인수를 발표했다. 피터 노턴 컴퓨팅은 도스용 다양한 유틸리티 개발사였다. 터너는 노턴 사업의 제품 그룹 관리자로 임명되었고, 손익 책임을 지고 합병을 담당하게 되었다. 테드 슐라인은 Q&A 사업의 제품 그룹 관리자가 되었다.
피터 노턴 그룹의 합병 물류 노력은 회사들이 합병 승인을 모색하는 동안 즉시 시작되었고, 1990년 8월, 시만텍은 구매를 완료했다. 이 시점에는 이미 회사들의 통합이 완료된 상태였다. 시만텍의 소비자 바이러스 검사 소프트웨어 및 데이터 관리 유틸리티는 여전히 노턴이라는 이름으로 판매되고 있다. 합병 당시 시만텍은 매킨토시용 시만텍 안티바이러스(SAM)와 매킨토시용 시만텍 유틸리티(SUM)를 출시하며 유틸리티 시장에서 터너 홀 퍼블리싱의 입지를 다졌다. 이 두 제품은 이미 맥에서 시장 선두 주자였고, 이러한 성공은 노턴 합병을 더욱 전략적으로 만들었다. 시만텍은 노턴과의 합병 1년 전부터 이미 도스 기반 바이러스 검사 소프트웨어 프로그램 개발을 시작했다. 경영진은 새로운 바이러스에 앞서나가기 위해 많은 지속적인 작업이 필요하다고 판단하여 바이러스 검사 소프트웨어 시장에 진출하기로 결정했다. 팀은 마이크로소프트가 이러한 노력을 매력적이라고 생각하지 않을 것이며, 이는 시만텍에게 시장의 생존 가능성을 연장시킬 것이라고 생각했다. 터너는 분명한 이유로 노턴이라는 이름을 사용하기로 결정했으며, 이는 1991년에 터너와 노턴 팀이 출시한 노턴 안티바이러스가 되었다. 합병 당시 노턴의 수익은 통합 법인 전체의 약 20~25%를 차지했다. 1993년까지 터너의 지휘 아래 노턴 제품 그룹의 수익은 시만텍 전체의 약 82%로 성장했다.
한때 시만텍은 개발 도구, 특히 매킨토시 및 IBM PC 호환기종 플랫폼에서 인기가 많았던 THINK 파스칼, THINK C, 시만텍 C++, 엔터프라이즈 개발자 및 Visual Cafe 패키지로도 유명했다. 이러한 제품 라인은 1980년대 후반과 1990년대 초반에 회사가 인수한 결과였다. 이러한 사업과 리빙 비디오텍스트 인수는 시만텍에게 지속적으로 수익성이 없었으며, 이러한 손실은 1988년부터 1992년까지 중요한 기간 동안 Q&A for Windows 및 TimeLine for Windows 개발 노력에서 비용을 전환시켰다. 시만텍은 메트로워크스, 마이크로소프트 및 볼랜드와 같은 경쟁자들이 상당한 시장 점유율을 얻으면서 1990년대 후반에 이 사업에서 철수했다.
1996년 시만텍 코퍼레이션은 GAAP을 위반하여 재무제표를 오도했다는 비난을 받았다.

### 2000 ~ 2014

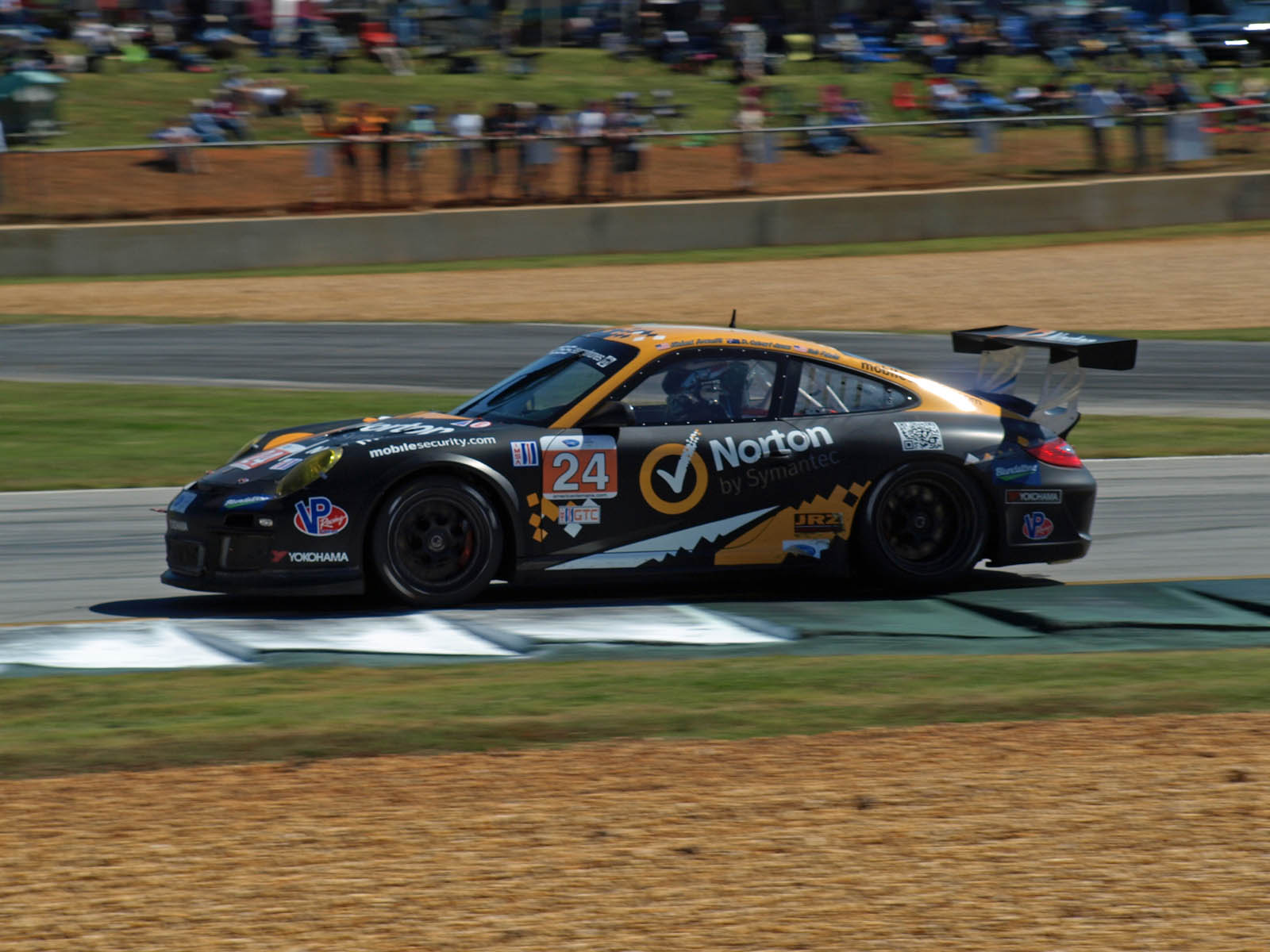
2012 프티 르망에 출전한 시만텍 스폰서 포르쉐 997 GT3 컵

1999년부터 2009년 4월까지 시만텍은 전 IBM 부사장이었던 존 W. 톰슨 CEO가 이끌었다. 당시 톰슨은 미국의 주요 기술 기업을 이끄는 유일한 아프리카계 미국인이었다. 2009년 4월에는 오랜 시만텍 임원인 엔리케 살렘이 그의 뒤를 이었다. 살렘의 지휘 아래 시만텍은 베리사인의 인증 기관 사업 인수를 완료하여 해당 시장에서 점유율을 크게 늘렸다.
2009년 시만텍은 노턴 세이프 웹이 탐지한 가장 많은 악성 소프트웨어를 포함하는 당시 "가장 더러운 웹사이트 100개" 목록을 발표했다.

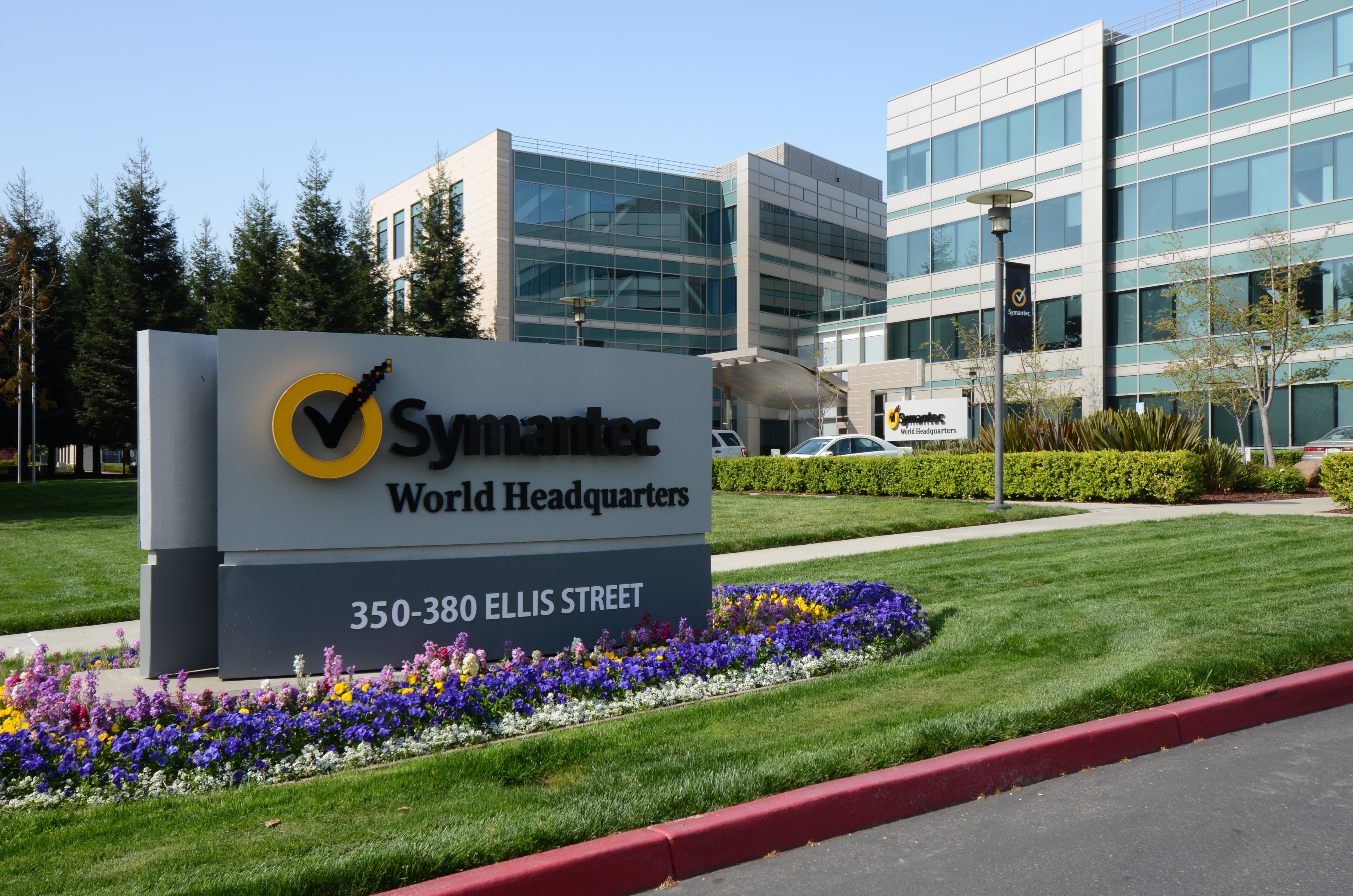
마운틴뷰의 구 시만텍 본사

살렘은 2012년 실적 부진으로 갑작스럽게 해고되었고, 인튜이트의 전 CEO이자 GE 임원인 스티브 베넷이 그 자리를 대신했다. 2013년 1월 베넷은 비용 절감 및 시만텍 제품 라인 개선을 목표로 하는 대대적인 기업 구조 조정을 발표했다. 그는 판매 및 마케팅이 "높은 비용이 들었지만 양질의 결과를 제공하지 못했다"고 말했다. 그는 "우리 시스템은 망가졌다"고 결론 내렸다.
CIO.com의 로버트 엔덜레는 구조 조정을 검토하고 베넷이 고객 중심이 아닌 제품 중심의 제너럴 일렉트릭 모델을 따르고 있다고 언급했다. 그는 "중간 관리자를 없애면 많은 고임금 직원이 사라진다. 이는 전술적으로 시만텍의 수익을 개선하겠지만 장기적으로 고품질 제품을 보장하는 데 필요한 기술을 감소시킬 것"이라고 결론 내렸다.
2014년 3월, 시만텍은 스티브 베넷을 CEO직에서 해고하고 마이클 브라운을 임시 사장 겸 최고경영자로 임명했다. 임시 CEO를 포함하여 시만텍은 2년도 채 안 되는 기간 동안 3명의 CEO를 거쳤다. 2014년 9월 25일, 시만텍은 마이클 A. 브라운을 사장 겸 최고경영자로 임명했다고 발표했다. 브라운은 2014년 3월 20일부터 회사의 임시 사장 겸 최고경영자를 역임했다. 브라운은 VERITAS 소프트웨어 코퍼레이션 인수 후 2005년 7월부터 회사의 이사회 멤버로 활동했다. 브라운은 2003년부터 VERITAS 이사회에서 활동했다.

#### 2014 정보 관리 사업 분할
2014년 10월 9일, 시만텍은 2015년 말까지 회사가 두 개의 독립적인 상장 회사로 분리될 것이라고 발표했다. 시만텍은 계속해서 보안에 중점을 둘 것이고, 새로운 회사는 정보 관리에 중점을 두도록 설립될 것이다. 시만텍은 2015년 1월 28일, 정보 관리 사업이 베리타스 테크놀로지스 코퍼레이션으로 불리게 될 것이며, 이는 베리타스 이름의 복귀를 의미한다고 확인했다. 2015년 8월, 시만텍은 베리타스를 칼라일 그룹이 이끄는 사모펀드 그룹에 80억 달러에 매각하기로 합의했다. 이 판매는 2016년 2월에 완료되었고, 베리타스는 비상장 회사가 되었다.

### 2016 to present
2016년 7월, 시만텍은 자동차 제조사들이 제로데이 공격으로부터 커넥티드 차량을 보호하는 데 도움이 되는 제품을 출시했다. Symantec Anomaly Detection for Automotive는 제조사를 위한 사물인터넷 제품으로, 차량 내 보안 분석을 제공하기 위해 기계 학습을 사용한다. 그레그 클라크는 2016년 8월 CEO 직책을 맡았다.
2016년 11월, 시만텍은 신원 도용 보호 회사인 LifeLock을 23억 달러에 인수할 의향을 발표했다.
2017년 8월, 시만텍은 웹사이트 신원을 확인하는 사업부를 토마 브라보에 매각하기로 합의했다고 발표했다. 이번 인수를 통해 토마 브라보는 시만텍 사업부를 자사의 웹 인증 회사인 디지서트와 합병할 계획이다.
2018년 1월 4일, 시만텍과 BT (구 브리티시 텔레콤)는 새로운 엔드포인트 보안 보호를 제공하는 파트너십을 발표했다.
2018년 5월, 시만텍은 전 직원이 제기한 우려를 해소하기 위해 내부 감사를 시작했으며, 이로 인해 연간 실적 보고가 지연되었다.
2018년 8월, 시만텍은 헤지펀드 스타보드 밸류가 시만텍 2018년 주주총회에서 시만텍 이사회에 선출될 5명의 후보를 제출했다고 발표했다. 이는 스타보드가 시만텍 지분 5.8%를 취득했음을 보여주는 Schedule 13D 공시에 따른 것이었다. 2018년 9월, 시만텍은 스타보드의 세 후보가 시만텍 이사회에 합류할 것이라고 발표했다. 두 명은 즉시 효력이 발생하고(스타보드 매니징 멤버 피터 펠드 포함), 한 명은 2018년 주주총회 이후였다.
2019년 5월 9일, 시만텍은 클라크가 사임하고 이사회 멤버이자 이전에 스타보드가 제안했던 릭 힐이 임시 사장 겸 CEO로 임명될 것이라고 발표했다. 빈센트 필레트도 시만텍의 새로운 CFO로 합류했다.
2019년 8월 8일, 브로드컴은 시만텍의 엔터프라이즈 소프트웨어 사업부를 107억 달러에 인수할 것이라고 발표했다. 이는 회사 전체를 인수하려 했던 시도 이후의 일이었다. 노턴 제품군은 시만텍 포트폴리오에 남을 것이다. 판매는 2019년 11월 4일에 완료되었고, 그 후 회사는 노턴라이프록이라는 이름을 채택하고 본사를 캘리포니아 마운틴뷰에서 라이프록의 애리조나 템피 사무실로 이전했다.
2021년, 암호화폐 채굴 기능인 노턴 크립토가 노턴 360 제품에 추가되었다. 사용자가 활성화하면 노턴 크립토는 설치된 기기의 그래픽 카드를 사용하여 유휴 상태일 때 이더리움을 채굴한다. 이 프로그램은 또한 같은 기기에 보안 지갑을 생성한다. 노턴은 이더리움 병합으로 인해 2022년 9월 14일 이 기능을 영구적으로 비활성화할 것이라고 발표했다.

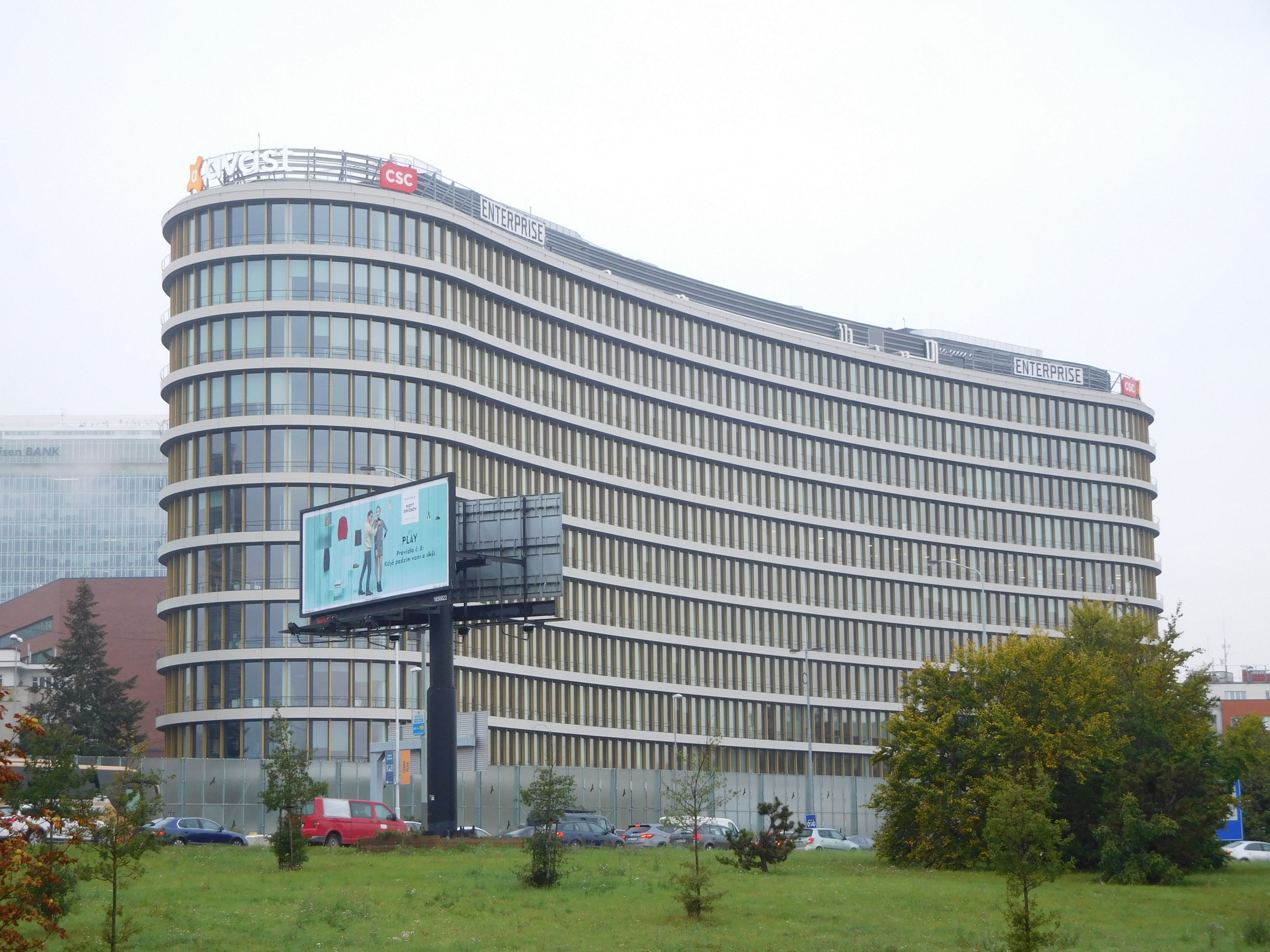
프라하의 엔터프라이즈 오피스 센터 건물, 젠 디지털 공동 본사

미국 기반 노턴라이프록과 1988년 에두아르트 쿠체라와 파벨 바우디슈가 설립한 체코 기반 유럽 사이버 보안 선도 기업 어베스트는 2018년 IPO 이후 런던 증권거래소에 상장되었으며, 2021년 7월에 발표되고 2022년 9월에 완료된 거래로 합병하여 젠 디지털이라는 새로운 다국적 회사를 설립했다. 이 합병은 노턴, 어베스트, 라이프록 등을 포함한 더 넓은 브랜드 및 제품 포트폴리오를 가진 더 큰 사이버 보안 회사를 만들었다. 영국의 경쟁 시장청은 2022년 9월 합병을 승인했다.
2024년 12월, 젠 디지털은 MoneyLion을 인수하기 위한 최종 계약을 체결했다고 발표했다. 2025년 4월, 젠 디지털은 10억 미국 달러 전액 현금 거래로 MoneyLion 인수를 완료했다.
2025년 2월, 노턴의 바이러스 검사 소프트웨어에 사기 방지용 지니 AI 기능이 추가되었다.

## 제품

### 노턴
노턴 제품군에는 노턴 안티바이러스, Norton Small Business, 노턴 패밀리, Norton Mobile Security, Norton Online Backup, 노턴 360, 노턴 유틸리티 및 Norton Computer Tune Up가 포함된다. 노턴 라인에는 LifeLock과 ReputationDefender도 포함된다.
2012년, PC 도구 아이안티바이러스는 아이안티바이러스라는 이름으로 노턴 제품으로 리브랜딩되어 맥 앱 스토어에 출시되었다. 또한 2012년에는 EMEA 전역의 소비자 판매를 지원하기 위해 노턴 파트너 포털이 재출시되었다.

### 어베스트
어베스트 제품군에는 어베스트 안티바이러스, Avast Premium Security, 어베스트 클린업, 어베스트 시큐어 브라우저, 어베스트 시큐어라인 VPN이 포함된다. 2017년 기준 어베스트는 시장에서 가장 인기 있는 바이러스 검사 소프트웨어 공급업체이며 가장 큰 시장 점유율을 차지하고 있다.

### AVG
AVG 제품군에는 AVG 안티바이러스, AVG 인터넷 시큐리티, AVG Secure VPN, AVG PC TuneUp, AVG Driver Updater가 포함된다. 2012년 2월에 상장 회사였던 AVG는 2016년 7월 어베스트에 13억 미국 달러에 인수되었다.

### Avira
아비라 제품군에는 Avira Free Security, Avira Internet Security, Avira Prime 및 Avira Phantom VPN이 포함된다.

### 기타
젠 디지털이 제공하는 다른 제품으로는 CCleaner, 리커바, Speccy, 디프래글러, HMA, SONAR가 있다.

## 인수 합병

### ACT!
1993년, 시만텍은 Contact Software International로부터 ACT!를 인수했다. 시만텍은 1999년 ACT!를 SalesLogix에 매각했다. 당시 ACT!는 Windows 및 매킨토시용 CRM 애플리케이션 중 세계에서 가장 인기가 많았다.

### Veritas
2004년 12월 16일, 베리타스와 시만텍은 합병 계획을 발표했다. 베리타스는 135억 미국 달러로 평가되어, 당시까지 소프트웨어 산업에서 가장 큰 합병이었다. 시만텍의 주주들은 2005년 6월 24일 합병을 승인했고, 이 거래는 2005년 7월 2일에 성공적으로 완료되었다. 2005년 7월 5일은 새롭게 합병된 소프트웨어 회사의 미국 사무소의 첫 영업일이었다. 이 합병의 결과로 시만텍은 Veritas File System (VxFS), Veritas Volume Manager (VxVM), Veritas Volume Replicator (VVR), Veritas Cluster Server (VCS), NetBackup (NBU), 백업 이그제크 (BE) 및 Enterprise Vault (EV)와 같은 스토리지 및 가용성 관련 제품을 포트폴리오에 포함하게 되었다.
2016년 1월 29일, 시만텍은 베리타스를 칼라일 그룹에 매각했다.

### Sygate
2005년 8월 16일, 시만텍은 Sygate를 인수했다. Sygate는 약 200명의 직원을 둔 프리몬트, 캘리포니아에 본사를 둔 보안 소프트웨어 회사였다. 2005년 11월 30일부로 모든 Sygate 개인 방화벽 제품은 단종되었다.

### Altiris
2007년 1월 29일, 시만텍은 알티리스 인수를 발표했으며, 2007년 4월 6일 인수가 완료되었다. 알티리스는 조직이 IT 자산을 관리할 수 있도록 하는 서비스 지향 관리 소프트웨어를 전문으로 한다. 또한 웹 서비스, 보안 및 시스템 관리 제품을 위한 소프트웨어를 제공한다. 1998년에 설립된 알티리스는 유타주 린던에 본사를 두고 있다.

### Vontu
2007년 11월 5일, 시만텍은 데이터 손실 방지(DLP) 회사인 Vontu를 3억 5천만 미국 달러에 인수한다고 발표했다.

### 애플리케이션 성능 관리 사업
2008년 1월 17일, 시만텍은 애플리케이션 성능 관리 (APM) 사업 및 i3 제품군을 벡터 캐피탈에 분사할 것이라고 발표했다. Precise Software Solutions는 2008년 9월 17일에 독립 회사로 출범하면서 APM 사업의 개발, 제품 관리, 마케팅 및 판매를 담당하게 되었다.

### PC 툴스
2008년 8월 18일, 시만텍은 PC 툴스 인수 계약을 체결했다고 발표했다. 계약에 따라 PC Tools는 별도의 운영을 유지할 예정이었다. 인수에 대한 재정 조건은 공개되지 않았다. 2013년 5월, 시만텍은 PC Tools 인터넷 보안 소프트웨어 라인을 중단할 것이라고 발표했다.
2013년 12월, 시만텍은 PC Tools 브랜드 전체를 중단 및 철수하고, 2013년 12월 4일 현재 활성 구독 중인 PC Tools Performance Toolkit, PC Tools Registry Mechanic, PC Tools File Recover 및 PC Tools Privacy Guardian 사용자에게 비만료 라이선스를 제공할 것이라고 발표했다.

### AppStream
2008년 4월 18일, 시만텍은 비상장 팔로 알토 기반 엔드포인트 가상화 소프트웨어 제공업체인 AppStream 인수를 완료했다. AppStream은 시만텍의 엔드포인트 관리 및 가상화 포트폴리오 및 전략을 보완하기 위해 인수되었다.

### MessageLabs
2008년 10월 9일, 시만텍은 SaaS(Software as a Service) 사업을 강화하기 위해 글로스터에 본사를 둔 MessageLabs (2007년 스타 인터넷에서 분사)를 인수할 의향을 발표했다. 시만텍은 온라인 메시징 및 웹 보안 제공업체를 현금으로 약 6억 9,500만 미국 달러에 인수했다. 인수는 2008년 11월 17일에 완료되었다.

### PGP 및 GuardianEdge
2010년 4월 29일, 시만텍은 PGP 코퍼레이션과 GuardianEdge를 인수할 의향을 발표했다. 인수는 2010년 6월 4일에 완료되었고, 시만텍 고객들에게 확립된 암호화, 키 관리 및 기술에 대한 접근을 제공했다.

### 베리사인 인증
2010년 5월 19일, 시만텍은 베리사인의 인증 사업부를 인수하는 최종 계약을 체결했다. 이 사업부에는 보안 소켓 계층 (SSL) 인증서, 공개 키 기반구조 (PKI), 베리사인 트러스트 및 베리사인 아이덴티티 프로텍션 (VIP) 인증 서비스가 포함되었다. 인수는 2010년 8월 9일에 완료되었다. 2012년 8월, 시만텍은 베리사인 트러스트 실을 노턴 시큐어드 실로 이름을 변경하여 베리사인 SSL 인증서 서비스의 리브랜딩을 완료했다. 시만텍은 2017년 중반에 SSL 사업부를 디지서트에 9억 5천만 미국 달러에 매각했다.

### RuleSpace
2010년 10월 10일 인수된 RuleSpace는 1996년에 처음 개발된 웹 분류 제품이다. 이 분류는 시만텍이 자동 분류 시스템(ACS)이라고 부르는 것을 사용하여 자동화된다. 이는 영국의 많은 ISP에 의해 콘텐츠 필터링의 기반으로 사용된다.

### Clearwell Systems
2011년 5월 19일, 시만텍은 약 3억 9천만 미국 달러에 Clearwell Systems 인수를 발표했다.

### LiveOffice
2012년 1월 17일, 시만텍은 클라우드 이메일 아카이빙 회사인 LiveOffice 인수를 발표했다. 인수 가격은 1억 1,500만 미국 달러였다. 작년에 시만텍은 엔터프라이즈 볼트 클라우드와 엔터프라이즈 볼트용 클라우드 스토리지 소프트웨어 외에도 클라우드 메시징 소프트웨어인 시만텍 인스턴트 메시징 보안 클라우드(IMS.cloud)를 통해 클라우드 스토리지 및 백업 부문에 합류했다. 시만텍은 이번 인수가 정보 거버넌스 제품을 추가할 것이라고 밝혔다. 이를 통해 고객은 정보를 온프레미스, 시만텍 데이터 센터 또는 양쪽에 저장할 수 있게 된다.

### Odyssey Software
2012년 3월 2일, 시만텍은 오디세이 소프트웨어 인수를 완료했다. 오디세이 소프트웨어의 주요 제품은 아테나였으며, 이는 마이크로소프트 시스템 센터 소프트웨어를 확장하여 스마트폰 및 견고한 휴대용 장치와 같은 모바일 및 임베디드 장치를 관리, 지원 및 제어할 수 있는 장치 관리 소프트웨어였다.

### Nukona
시만텍은 모바일 애플리케이션 관리 (MAM) 제공업체인 Nukona 인수를 2012년 4월 2일에 완료했다. 시만텍과 Nukona 간의 인수 계약은 2012년 3월 20일에 발표되었다.

### NitroDesk
2014년 5월 시만텍은 EAS 모바일 애플리케이션 시장을 선도하는 TouchDown의 제공업체인 NitroDesk를 인수했다.

### Blue Coat Systems
2016년 6월 13일, 시만텍이 블루 코트 시스템즈를 46억 5천만 미국 달러에 인수했다고 발표되었다.

### LifeLock
2017년, 시만텍은 LifeLock을 인수하고, 2019년에 노턴라이프록으로 사명을 변경했다.

### Avira
노턴라이프록은 2020년 12월 독일 보안 회사 아비라를 3억 6천만 미국 달러에 인수했다.

### Avast
2021년 8월, 노턴라이프록은 체코 사이버 보안 소프트웨어 회사인 어베스트와의 합병에 합의했다. 영국 경쟁 시장청은 2022년 9월 2일 81억 미국 달러 규모의 합병을 공식적으로 승인했다. 그 후 회사는 젠 디지털이라는 이름을 채택했다.

### MoneyLion
2024년 12월, 젠 디지털 주식회사는 MoneyLion을 약 10억 미국 달러의 거래 가치로 인수하기 위한 최종 계약을 발표했다. 이 거래는 2025년 4월 17일에 완료되었다. 이 인수로 MoneyLion의 금융 관리 도구와 AI 추천 플랫폼이 젠의 포트폴리오에 추가되었다.

## 전 세계 위치
젠 디지털은 체코의 프라하 (EU)와 미국의 템피 (애리조나주)에 이중 본사를 두고 있다. 인도(푸네, 첸나이, 방갈로르)와 미국(애리조나 템피), 체코(프라하)에 개발 센터를 두고 있다. 또한 아일랜드 더블린과 영국 런던에 사무실이 있다.

## 보안 우려 및 논란

### 수정재표시
2004년 8월 9일, 회사는 이연 매출 계산에서 오류를 발견했다고 발표했다. 이는 누적 조정 금액이 2천만 미국 달러에 달하는 것이었다.

### 엔드포인트 버그
2010년이 되자 시만텍 엔드포인트에서 버그가 발생했다. 시만텍은 "2009년 12월 31일 11:59 pm 이후의 날짜가 있는" 악성 소프트웨어 및 침입 방지 업데이트가 "오래된" 것으로 간주된다고 보고했다. 회사는 이 문제에 대한 해결책을 만들고 배포했다.

### 스캔 회피 취약점
2010년 3월, 시만텍 안티바이러스 및 시만텍 클라이언트 보안에 취약점이 있어 공격자가 온디맨드 바이러스 검사를 우회하고 악성 파일이 감지되지 않도록 할 수 있다는 보고가 있었다.
2011년 1월, 시만텍 제품에서 서비스 거부 공격으로 악용될 수 있는 여러 취약점이 보고되어 시스템이 손상될 수 있었다. 관련 제품은 Symantec AntiVirus Corporate Edition Server 및 Symantec System Center였다.
2012년 11월 12일자 미국 컴퓨터 비상 대응팀 (US-CERT) 취약점 게시판은 시만텍의 안티바이러스 시스템 구형 버전에 대한 다음 취약점을 보고했다: "Symantec Endpoint Protection (SEP) 11.0, Symantec Endpoint Protection Small Business Edition 12.0, Symantec AntiVirus Corporate Edition (SAVCE) 10.x, 그리고 Symantec Scan Engine (SSE) 5.2.8 이전 버전의 분해 엔진은 CAB 아카이브의 내용에 대한 경계 검사를 제대로 수행하지 않아 원격 공격자가 조작된 파일을 통해 서비스 거부 (애플리케이션 충돌)를 유발하거나 임의 코드를 실행할 수 있다."
이 문제는 시스템의 구형 버전과 관련이 있으며 패치가 제공된다. US-CERT는 이 취약점의 심각도를 10점 만점에 9.7점으로 평가했다. "분해 엔진"은 압축 파일과 같은 컨테이너를 열어 스캐너가 내부 파일을 평가할 수 있도록 하는 스캐닝 시스템의 구성 요소이다.

### 스케어웨어 소송
2012년 1월, 제임스 그로스는 시만텍이 컴퓨터 문제를 사용자에게 알리는 것으로 위장한 가짜 스케어웨어 스캐너를 배포했다며 소송을 제기했다. 그로스는 스캔 후 일부 오류와 문제만 수정되었고, 스캐너가 나머지 문제를 해결하기 위해 시만텍 앱을 구매하도록 유도했다고 주장했다. 그로스는 앱을 구매했지만 컴퓨터 속도가 빨라지거나 탐지된 바이러스가 제거되지 않았다고 주장했다. 그는 이러한 주장을 뒷받침하기 위해 디지털 포렌식 전문가를 고용했다. 시만텍은 이 주장을 부인하며 소송을 다툴 것이라고 밝혔다. 시만텍은 1,100만 미국 달러의 기금을 (앱에 대한 초과 지불 금액을 대표하는 100만 명 이상의 자격 있는 고객에게 최대 9 미국 달러) 합의했고 사건은 법원에서 기각되었다.

### 소스 코드 도난
2012년 1월 17일, 시만텍은 자사 네트워크가 해킹당했다고 밝혔다. "야마 터프(Yama Tough)"로 알려진 해커는 인도 정부 서버를 해킹하여 일부 시만텍 소프트웨어의 소스 코드를 획득했다. 야마 터프는 코드의 일부를 공개하고 더 많은 것을 공개하겠다고 위협했다. 시만텍 대변인 크리스 패든에 따르면, 유출된 소스 코드는 5~6년 전의 엔터프라이즈 제품용이었다.
2012년 9월 25일, 해커 그룹 어나니머스의 계열사가 노턴 유틸리티의 소스 코드를 공개했다. 시만텍은 이 코드가 이전에 도난당했던 코드의 일부이며, 유출된 코드에는 2006년 버전의 노턴 유틸리티, pcAnywhere 및 노턴 안티바이러스의 코드가 포함되어 있다고 확인했다.

### 베리사인 데이터 침해
2012년 2월, 베리사인 네트워크와 데이터가 2010년에 반복적으로 해킹당했지만, 2011년 10월 SEC 서류에 언급되기 전까지는 공개되지 않았다는 보도가 나왔다. 베리사인은 침해에 2010년 후반에 시만텍이 인수한 인증 기관 사업이 포함되었는지 여부에 대한 정보를 제공하지 않았다. nCircle의 보안 및 연구 책임자인 올리버 라베리는 수사적으로 "베리사인 SSL 인증서를 사용하는 어떤 사이트도 신뢰할 수 있는가? 더 명확한 정보가 없다면 논리적인 대답은 '아니오'이다"라고 질문했다.

### pcAnywhere 보안 취약점
2012년 2월 17일, pcAnywhere 취약점의 세부 정보가 게시되었다. 이 취약점은 공격자가 Windows를 실행하는 컴퓨터에서 pcAnywhere를 충돌시킬 수 있게 한다. 시만텍은 12일 후 이 문제에 대한 핫픽스를 출시했다.

### 뉴욕 타임스 네트워크 해킹
맨디언트에 따르면, 뉴욕 타임스가 사용하는 시만텍 보안 제품은 2012년 말 3개월 동안 중국 해커들이 신문 네트워크에 설치한 45개의 악성 소프트웨어 중 하나만 탐지했다. 시만텍은 다음과 같이 답변했다.
"The New York Times가 다음 기사, <http://nyti.ms/TZtr5z>에서 설명한 것과 같은 고급 공격은 회사, 국가, 소비자가 보안 솔루션의 모든 기능을 사용해야 하는 것이 얼마나 중요한지 강조한다. 당사의 [E]ndpoint 제품의 고급 기능, 즉 고유한 평판 기반 기술과 행동 기반 차단 기능은 특히 정교한 공격을 대상으로 한다. [E]ndpoint 솔루션의 시그니처 기반 바이러스 검사 소프트웨어 구성 요소만 켜는 것만으로는 공격과 위협으로 매일 변화하는 세상에서는 충분하지 않다. 우리는 고객들이 통합된 보안 접근 방식을 제공하는 솔루션을 매우 적극적으로 배포하도록 권장한다. 바이러스 검사 소프트웨어만으로는 충분하지 않다."

### 인텔렉추얼 벤처스 소송
2015년 2월, 시만텍은 인텔렉추얼 벤처스 주식회사와의 소송에서 특허 침해 두 건에 대해 유죄 판결을 받고 1,700만 미국 달러의 보상 및 손해배상을 명령받았다. 2016년 9월, 이 결정은 연방 순회 항소 법원에 의해 뒤집혔다.

### 디지털 인증서 보안 유지
2015년 9월 18일, 구글은 시만텍이 구글과 오페라를 포함한 5개 조직에 도메인 소유자의 동의 없이 23개의 테스트 인증서를 발급했다고 통보했다. 시만텍은 또 다른 감사를 수행하여 76개 도메인에 대해 추가로 164개의 테스트 인증서가 잘못 발급되었고, 등록되지 않은 도메인에 대해 2,458개의 테스트 인증서가 잘못 발급되었다고 발표했다. 구글은 시만텍이 각 실패에 대한 세부 정보를 설명하는 입증된 분석과 함께 공개 사고 보고서를 업데이트해 줄 것을 요청했다.
이 회사는 이후 발급되는 모든 인증서를 Certificate Transparency 로그에 보고하도록 요청받았다. 시만텍은 이후 모든 SSL 인증서에 대해 Certificate Transparency를 구현했다고 보고했다. 무엇보다 구글은 시만텍이 제3자 보안 감사를 실행하고 변조 방지 보안 감사 로그를 유지할 것을 주장했다.

### 구글과 시만텍, 웹사이트 보안 점검 놓고 충돌
2017년 3월 24일, 구글은 최근의 부적절한 인증서 발급 사건 이후 시만텍에 대한 신뢰를 잃었다고 밝혔다. 구글은 수백만 개의 기존 시만텍 인증서가 향후 12개월 동안 구글 크롬에서 신뢰할 수 없게 될 것이라고 밝혔다. 구글에 따르면, 시만텍 파트너는 수년간 최소 30,000개의 유효성이 의심스러운 인증서를 발급했지만, 시만텍은 그 숫자에 대해 이의를 제기하고 있다. 구글은 시만텍이 업계 표준을 준수하지 못했으며 필요한 문서를 보여주는 감사를 제공할 수 없다고 밝혔다.
구글의 라이언 슬리비는 시만텍이 다른 CA(CrossCert (한국전자서명인증원), Certisign Certificatadora Digital, Certsuperior S. de R. L. de C.V., Certisur S.A.)와 파트너십을 맺었지만, 이들 CA가 적절한 검증 절차를 따르지 않아 인증서가 잘못 발급되었다고 밝혔다.
구글이 시만텍에 시만텍 브랜드 인증서 발급 운영을 시만텍이 운영하지 않는 "관리 파트너 인프라"로 이전하도록 요구한 논의에 따라, 디지서트가 시만텍의 웹사이트 보안 사업을 인수하는 계약이 발표되었다. 2017년 9월, 구글은 크롬 66부터 "크롬은 2016년 6월 1일 이전에 발급된 시만텍 인증서에 대한 신뢰를 제거할 것"이라고 발표했다. 구글은 또한 "2017년 12월 1일까지 시만텍은 공개적으로 신뢰되는 인증서의 발급 및 운영을 디지서트 인프라로 전환할 것이며, 이 날짜 이후 기존 시만텍 인프라에서 발급된 인증서는 크롬에서 신뢰되지 않을 것"이라고 밝혔다. 구글은 2018년 10월 말 크롬 70 출시와 함께 브라우저가 시만텍의 오래된 인프라와 해당 인프라가 발급한 모든 인증서에 대한 모든 신뢰를 제거하여 시만텍 루트에 연결된 대부분의 인증서에 영향을 미칠 것이라고 예측했다. 모질라 파이어폭스도 파이어폭스 63(2018년 10월 23일 출시)에서 시만텍 발급 인증서를 신뢰하지 않을 계획이었으나, 파이어폭스 64(2018년 12월 11일 출시)에서 변경 사항을 적용했다. 애플 또한 시만텍 루트 인증서를 신뢰하지 않을 계획을 세웠다. 이후 시만텍은 2017년 중반에 SSL 사업부를 디지서트에 9억 5천만 미국 달러에 매각하며 TLS/SSL 부문에서 철수했다.

### 노턴 크립토
2021년 7월 20일, 노턴 라이프록은 노턴 크립토(Norton Crypto)를 출시했는데, 이는 주기적인 지불을 대가로 백그라운드에서 이더리움을 채굴하는 기능이었다. 이는 자동으로 설치되었고, 많은 사용자들이 프로그램 제거에 어려움을 겪으면서 사용자들로부터 비판을 받았다.

### 컬럼비아 대학교 특허 침해 소송
2022년 5월, 컬럼비아 대학교는 특허 침해 소송에서 노턴라이프록 주식회사를 상대로 1억 8,500만 미국 달러의 판결을 얻어냈다. 배심원은 노턴이 악성 소프트웨어를 퇴치하는 바이러스 검사 소프트웨어 관련 특허를 고의로 침해했다고 판결했다.

## 로고

1990-1999
2001-2010
2010-2019
2019-2022
2022-present

## 같이 보기
- 바이러스 검사 소프트웨어 목록
- 컴퓨터 바이러스 비교
- 화웨이 시만텍, 화웨이와 시만텍의 합작 투자
- 영국의 웹 차단 – 기술
- 시만텍 행동 분석 기술 SONAR 및 AntiBot
- 시만텍 온라인 백업